# Hadrogryllacris lutescens
Hadrogryllacris lutescens är en insektsart som först beskrevs av Johann Gottlieb Otto Tepper 1892.  Hadrogryllacris lutescens ingår i släktet Hadrogryllacris och familjen Gryllacrididae. Inga underarter finns listade i Catalogue of Life.